# Azul (album)
Pour les articles homonymes, voir Azul.
 (avril 2017).
Si vous disposez d'ouvrages ou d'articles de référence ou si vous connaissez des sites web de qualité traitant du thème abordé ici, merci de compléter l'article en donnant les références utiles à sa vérifiabilité et en les liant à la section « Notes et références ».
Albums de Helena
Projet : bikini
(1999) Née dans la nature
(2004)
Singles
1. M'en aller[3]
Sortie : 2001

Azul est le deuxième album de la chanteuse belge Helena Noguerra. Composé avec son compagnon de l'époque, Philippe Katerine, il est publié en 2001.
Album très jazzy, rythmé à la bossa nova, il comporte onze titres en français, anglais et portugais.

## Liste des titres
Toutes les paroles sont écrites par Helena, toute la musique est composée par Philippe Katerine.
| 1.    | Morrer nos seus braços | 3:50 |
| 2.    | Île amoureuse          | 3:42 |
| 3.    | Vida nunca terá fim    | 3:04 |
| 4.    | Baby Butterfly         | 3:50 |
| 5.    | Esse lugar             | 3:18 |
| 6.    | Mon bel Andalou        | 3:09 |
| 7.    | Ceú Azulou             | 3:46 |
| 8.    | Vai meu amor           | 4:38 |
| 9.    | M'en aller             | 3:41 |
| 10.   | Vem aqui               | 2:02 |
| 11.   | Tout commence          | 5:30 |
| 40:30 |                        |      |

| 12. | Adieu Paris                            | 3:04  |
| 13. | Déshabillez-moi                        | 4:02  |
| 14. | M'en aller (Montmartre remix by Flush) | 7:36  |
|     | .                                      | 55:12 |
|     | 'Clips Vidéo'                          |       |
|     | M'en Aller                             |       |
|     | Morrer nos seus braços                 |       |

## Crédits

### Membres du groupe
- Helena Noguerra : chant
- Philippe Katerine : guitare, chœurs
- Steve Argüelles : batterie, percussion
- Christophe Minck : basse, orgue Hammond, chœurs
- Benoît Delbecq : claviers, orgue Wurlitzer, synthétiseur Bass station (guitare-synthétiseur)
- Bertrand Burgalat : vibraphone

### Équipes technique et production
- Production : Philippe Katerine
- Mastering : Hervé Dutournier
- Mixage, programmation : Steve Argüelles
- Arrangements : The Recyclers
- Ingénieur du son : Stéphane Poitevin
- Réalisateur (Clips Vidéo) : Siraj Jhaveri
- Producteur (Clips Vidéo) : Olivier Julien
- Artwork : Shoichi Kajino
- Design : Frank Loriou
- Photographie : Kenshu Shintsubo
- Livret d'album : Lisa Tani